# EU Social Progress Index
L'indice European Union Regional Social Progress Index è stato sviluppato dalla Commissione Europea (DG Regio), Instituto Orkestra e Deloitte per misurare in 272 regioni della Unione europea il Social Progress Index, metodologia sviluppata da Social Progress Imperative. La versione definitiva è stata uscita nell'ottobre 2016. Una bozza era già uscita nel febbraio 2016.
L'indice EU-SPI analizza 272 zone della Nomenclatura delle unità territoriali statistiche e 2 Regioni dell'Unione Europea utilizzando 50 indicatori di Eurostat e European Union Statistics on Income and Living Conditions.